# Platypalpus nonstriatus
Platypalpus nonstriatus is een vliegensoort uit de familie van de Hybotidae. De wetenschappelijke naam van de soort is voor het eerst geldig gepubliceerd in 1901 door Strobl.